# Joshua Hunt
Joshua James Hunt (Torquay, 3 april 1991) is een Engels wielrenner die anno 2018 rijdt voor Vitus Pro Cycling.

## Carrière
In 2015 nam Hunt deel aan de eerste Ronde van Yorkshire, hij eindigde op plek 93. Daarnaast werd hij met zijn ploeggenoten tweede in de ploegentijdrit van de Ronde van Midden-Nederland.

## Ploegen
- 2013 –  Team UK Youth
- 2014 –  NFTO
- 2015 –  ONE Pro Cycling
- 2016 –  ONE Pro Cycling
- 2017 –  ONE Pro Cycling
- 2018 –  Vitus Pro Cycling

Barker · Białobłocki · Gustavsson · Horton · Hunt · Lowsley-Williams · Mansell · Mould · Opie · Partridge · Tanguy · Wilkinson
Appleby · Bevis · Blythe · D. Downing · R. Downing · Harrison · Hunt · Lewis · Lowsley-Williams · Mansell · McCallum · Mould · Rowe · Williams · Wilson · Wood
Atkins · Barker · Baylis · Bellis · Białobłocki · Gardias · Harper · Hester · Hunt · Mould · Opie · P.Williams · S.Williams
Barker · Baylis · Białobłocki · Domagalski · Ebsen · Goss · Handley · Harper · House · Hunt · Lander · McCormick · Mortensen · O'Shea · Opie · Oram · Smith · Von Hoff · P.Williams · S.Williams
Amores · Davies · Gledhill · Hunt · Jones · Kaņepējs · Kenway · Martin · Reilly · Shackel · Torrie · Walsh